# Равиньян (замок)
Равиньян (фр. Château de Ravignan) — дворянская усадьба (шато) во французской коммуне Перки в департаменте Ланды региона Новая Аквитания. Существующий облик приобрёл в XVII веке.
Усадьба Равиньян внесена в дополнительный список национальных исторических памятников указом от 23 ноября 1948 года.

## История
Начиная с 1732 года в этом шато живут представители одного дворянского рода — Лакруа де Равиньян (фр. de La Croix de Ravignan).
Название Равиньян было дано усадьбе из-за наличия на её территории двух оврагов. Изначально шато являлось господским домом (фр. maison seigneuriale), построенным на развалинах укреплённой резиденции (фр. château fort), восходящей к эпохе вестготов и сгоревшей в эпоху французских религиозных войн. Фасад усадьбы в стиле Людовика XIII датируется 1663 годом, но сам дворец возводился в несколько этапов в период между XVII и XIX веками, включая его регулярный парк, видоизменённый в XX веке.

## Виноградник шато
Виноградники шато Равиньян целиком расположены в местности Нижний Арманьяк (фр. Bas-Armagnac). На этих виноградных хозяйствах производятся алкогольные напитки арманьяк и флок де Гасконь.